# Simon (skibskat)
Simon (født cirka 1947 – 28. November 1949) var en skibskat om bord på fregatten HMS Amethyst. I 1949, efter Yangtze-hændelsen, modtog katten PDSA's Dickin-medalje efter at have gennemlevet flere episoder; Den overlevede skader fra granatsplinter, hjalp med at højne besætningens moral og nedkæmpede egenhændigt en rotteinfestation under sin tjenestetid om bord.

## Opvækst
Simon blev fundet på havnen i Hongkong i marts 1948 af den 18-årige marinekonstabel George Hickinbottom, et besætningsmedlem på fregatten HMS Amethyst, som var stationsskib i byen i slutningen af 1940'erne. Man anslog at Simon var cirka et år gammel. Simon var desuden yderst underernæret og ved dårligt helbred. Hickinbottom smuglede katten om bord på skibet og Simon blev hurtigt en fast del af besætningen. Simon havde et talent for at fange og dræbe rotter på skibets nedre dæk som han ofte efterlod i besætningsmedlemmernes køjer. Han benyttede desuden chefens kasket som køje.
Besætningen anså Simon som enhedens maskot og da skibet senere i 1948 skiftede kommando, overleverede den afgående chef Ian Griffiths katten til sin afløser orlogskaptajn Bernard Skinner, som med det samme blev betaget af den lille kat. Skinners første opgave som chef for Amethyst var at sejle op af Yangtze til Nanjing for at afløse HMS Consort som var udstationeret der. Halvvejs på forlægningen blev skibet angrebet af kinesiske kommunister og initerede dermed Yangtze-hændelsen. En granat fra den første salve fra det kinesiske artilleri ramte kaptajnens lukaf, hvor Simon blev alvorligt såret. Orlogskaptajn Skinner døde kort efter angrebet af sine skader.

## Videre forløb
Efter beskydningen lykkedes det den hårdt sårede kat at komme ud på åbent dæk, hvor den blev fundet og overført til skibets hospital hvor skibets sanitetstjeneste fjernede 4 granatsplinter, rensede og forbandt Simons sår. Man forventede ikke at katten ville overleve natten over. Katten overlevede, mod forventning, og efter en restitutionsperiode vendte han tilbage til sine tidligere opgaver. Skibets nye chef, orlogskaptajn John Kerans udviste dog ikke meget interesse for Simon. I en periode hvor Amethyst lå opankret i floden, fik skibet en større rotteinfestation og Simon tog opgaven med at fjerne rotterne igen på sig med stor ildhu, dette var en tiltrængt moralbooster for besætningen.
Efter det lykkedes skibet at komme bryde ud fra Yangtze-floden til åbent hav, blev Simon hurtigt en kendis, beundret ikke kun i Storbritannien, men også i de internationale medier. Katten blev tildelt dyrenes svar på Victoriakorset, Dickin-medaljen, såvel som Blue Cross-medaljen, Amethyst-medaljen og en officiel rang af "Able Seacat" (marineoverkat). Katten fik tilsendt tusindvis af breve, så Royal Navy så sig nødsaget til at udpege premierløjtnant Stewart Hett som "katteofficer" med ansvar for at håndtere Simons post. Ved alle havneophold på forlægningen hjem til Storbritannien blev Simon fejret som krigshelt. I Plymouth hvor skibet ankom i november 1949 havde man planlagt en speciel velkomst, men på grund af de britiske indrejseregler blev Simon sendt i karantæne på et dyrecenter i Surrey.
Under sin tid i karantæne blev Simon smittet med en virus og på trods af dyrelægernes forsøg på at redde ham, døde han den 28. november 1949. Hundredvis af personer, inklusiv hele besætningen fra HMS Amethyst, deltog i hans begravelse på PDSA's Ilford dyrekirkegård i det østlige London.